# Supercoppa italiana (hockey su ghiaccio)
La Supercoppa italiana è la supercoppa nazionale italiana di hockey su ghiaccio. In questa competizione si affrontano, ad inizio stagione, in un'unica gara, i campioni d'Italia e i vincitori della Coppa Italia della stagione precedente. Nell'edizione 2016 la Federazione decise di non far disputare la gara di supercoppa ai detentori della coppa Italia (i piemontesi del Valpellice) a causa dell'iscrizione di quest'ultimi al torneo di serie C: la contendente venne perciò scelta nel Val Pusteria (che poi si aggiudicherà il trofeo), finalista sia di coppa Italia che della finale scudetto la stagione precedente.

## Storia
La prima edizione si disputò all'apertura della stagione 2001-2002. Da allora la competizione si è regolarmente svolta ogni anno fino al 2005, quando fu sospesa per un anno a causa dei XX Giochi olimpici invernali. Nel 2006 è stata scelta una nuova formula a quattro squadre (le semifinaliste in campionato dell'anno precedente, due delle quali erano anche le finaliste di Coppa Italia), abbandonata però dopo una stagione. La sfida del 2011 si è giocata a Brunico: di fronte i padroni di casa del Val Pusteria, vincitori della Coppa Italia, hanno sconfitto per 3-1 i campioni d'Italia in carica dell'Asiago, alla loro quinta partecipazione. L'anno seguente il Bolzano si aggiudica il trofeo ai danni del Cortina ma soltanto ai tiri di rigore, in quella che è stata la prima volta in cui supercoppa è stata aggiudicata agli shoot-out.
Nel caso in cui la medesima formazione si aggiudichi sia il campionato che la Coppa Italia, alla Supercoppa partecipa la squadra finalista perdente di Coppa Italia. Questa eventualità si è verificata tre volte (2001, 2003, 2009) e sempre, in tutti questi casi, la squadra finalista perdente di Coppa Italia coincideva con la squadra finalista perdente di campionato. Questo senza contare l'edizione 2006, giocata con una formula del tutto particolare.
In alcune occasioni inoltre la supercoppa non si è disputata in casa dei campioni d'Italia ma in casa della squadra vincitrice della coppa Italia: nel 2009, nel 2011, nel 2012, nel 2017, nel 2018, nel 2021 e nel 2022.

## Albo d'oro

### Cronistoria
| Edizione | Vincitore     | Risultato     | Sconfitto           |
| -------- | ------------- | ------------- | ------------------- |
| 2001     | Milano Vipers | 3-1           | Asiago              |
| 2002     | Milano Vipers | 5-2           | Asiago              |
| 2003     | Asiago        | 1-0           | Milano Vipers       |
| 2004     | Bolzano       | 5-3           | Milano Vipers       |
| 2005     | non disputata | non disputata | non disputata       |
| 2006     | Milano Vipers | 6-2           | Ritten-Renon        |
| 2007     | Bolzano       | 1-0           | Cortina             |
| 2008     | Bolzano       | 6-3           | Pontebba            |
| 2009     | Ritten-Renon  | 5-1           | Bolzano             |
| 2010     | Ritten-Renon  | 3-0           | Asiago              |
| 2011     | Val Pusteria  | 3-1           | Asiago              |
| 2012     | Bolzano       | 4-3 d.t.s.    | Cortina             |
| 2013     | Asiago        | 1-0           | Valpellice          |
| 2014     | Val Pusteria  | 4-3           | Ritten-Renon        |
| 2015     | Asiago        | 2-1           | Ritten-Renon        |
| 2016     | Val Pusteria  | 3-1           | Ritten-Renon        |
| 2017     | Ritten-Renon  | 8-3           | Milano Rossoblu     |
| 2018     | Ritten-Renon  | 5-4           | Milano Rossoblu     |
| 2019     | Ritten-Renon  | 7-2           | Kaltern-Caldaro     |
| 2020     | Asiago        | 4-2           | Merano              |
| 2021     | Asiago        | 4-1           | Unterland Cavaliers |
| 2022     | Asiago        | 4-3 d.t.s.    | Unterland Cavaliers |
| 2023     | Cortina       | 4-1           | Varese              |
| 2024     | Ritten-Renon  | 7-0           | Pergine             |

### Vittorie
| Squadra       | Titoli | Edizioni                           |
| ------------- | ------ | ---------------------------------- |
| Asiago        | 6      | 2003, 2013, 2015, 2020, 2021, 2022 |
| Ritten-Renon  | 6      | 2009, 2010, 2017, 2018, 2019, 2024 |
| Bolzano       | 4      | 2004, 2007, 2008, 2012             |
| Milano Vipers | 3      | 2001, 2002, 2006                   |
| Val Pusteria  | 3      | 2011, 2014, 2016                   |
| Cortina       | 1      | 2023                               |